# Campionati europei di atletica leggera 2022 - Salto triplo femminile
La specialità del salto triplo femminile dei campionati europei di atletica leggera 2022 si è svolta il 17 e il 19 agosto all'Olympiastadion di Monaco di Baviera, in Germania.

## Podio
| Pos.    | Atleta                | Nazionalità | Tempo   | Note                                                                   |
| ------- | --------------------- | ----------- | ------- | ---------------------------------------------------------------------- |
| Oro     | Maryna Bekh-Romanchuk | Ucraina     | 15,02 m | Miglior prestazione europea stagionale · Miglior prestazione personale |
| Argento | Kristiina Mäkelä      | Finlandia   | 14,64 m | Record nazionale                                                       |
| Bronzo  | Hanna Minenko         | Israele     | 14,45 m |                                                                        |

## Situazione pre-gara

### Record
Prima di questa competizione, il record del mondo (RM), il record europeo (EU) e il record dei campionati (RC) erano i seguenti.
| Record                | Prestazione | Atleta                  | Data                            | Competizione  |
| --------------------- | ----------- | ----------------------- | ------------------------------- | ------------- |
| Record mondiale       | 15,74 m     | Yulimar Rojas Venezuela | 20 marzo 2022 Belgrado, Serbia  |               |
| Record europeo        | 15,50 m     | Inessa Kravets Ucraina  | 10 agosto 1995 Göteborg, Svezia | Mondiali 1995 |
| Record dei campionati | 15,15 m     | Tatyana Lebedeva Russia | 9 agosto 2006 Göteborg, Svezia  | Europei 2006  |

### Campione in carica
La campionessa europea in carica era:
| Campione | Atleta    | Prestazione                   | Data                             | Competizione |
| -------- | --------- | ----------------------------- | -------------------------------- | ------------ |
| Europeo  | 14,60 m = | Paraskeuī Papachristou Grecia | 10 agosto 2018 Berlino, Germania | Europei 2018 |

### La stagione
Prima di questa gara, le atlete europee con le migliori tre prestazioni dell'anno erano:
| Pos. | Atleta                        | Prestazione      | Data                                         |
| ---- | ----------------------------- | ---------------- | -------------------------------------------- |
| 1    | Maryna Bekh-Romanchuk Ucraina | 14,59 m -0,4 m/s | 10 agosto 2022 Monaco, Germania              |
| 2    | Neele Eckhardt-Noack Germania | 14,48 m +1,7 m/s | 18 giugno 2022 Madrid, Spagna                |
| 3    | Kristiina Mäkelä Finlandia    | 14,48 m +0,9 m/s | 16 luglio 2022 Eugene, Stati Uniti d'America |

## Risultati

### Qualificazioni
La gara si è svolta il 17 agosto alle ore 12:35. Si qualificano alla finale le atlete che raggiungono i 14,40 m (Q) o i migliori dodici (q).

#### Gruppo A
| Pos | Atleta                | Nazionalità | 1ª prova         | 2ª prova         | 3ª prova         | Risultato        | Note |
| --- | --------------------- | ----------- | ---------------- | ---------------- | ---------------- | ---------------- | ---- |
| 1   | Patrícia Mamona       | Portogallo  | 14,45 m +1,4 m/s | -                | -                | 14,45 m +1,4 m/s | Q,   |
| 2   | Maryna Bekh-Romanchuk | Ucraina     | 14,18 m +2,3 m/s | 14,36 m -1,4 m/s | -                | 14,36 m -1,4 m/s | Q    |
| 3   | Hanna Minenko         | Israele     | x -0,4 m/s       | 14,06 m -0,2 m/s | x -0,1 m/s       | 14,06 m -0,2 m/s | q    |
| 4   | Elena Andreea Taloș   | Romania     | 13,55 m +1,6 m/s | 14,00 m -0,3 m/s | x +1,4 m/s       | 14,00 m -0,3 m/s | q,   |
| 5   | Senni Salminen        | Finlandia   | 13,90 m -0,4 m/s | x -0,3 m/s       | 13,87 m -1,0 m/s | 13,90 m -0,4 m/s | q    |
| 6   | Dovilė Kilty          | Lituania    | 13,83 m +0,5 m/s | 13,65 m -0,9 m/s | 13,77 m +0,4 m/s | 13,83 m +0,5 m/s | q    |
| 7   | Aleksandra Nacheva    | Bulgaria    | 13,73 m +0,5 m/s | 13,42 m -0,9 m/s | x +2,0 m/s       | 13,73 m +0,5 m/s | q    |
| 8   | Yekaterina Sariyeva   | Azerbaigian | 13,66 m +0,4 m/s | x -0,2 m/s       | x -1,0 m/s       | 13,66 m +0,4 m/s |      |
| 9   | Dariya Derkach        | Italia      | x +1,3 m/s       | 13,65 m -0,5 m/s | x +0,5 m/s       | 13,65 m -0,5 m/s |      |
| 10  | Kristin Gierisch      | Germania    | x +2,0 m/s       | 11,88 m -1,2 m/s | 13,59 m -1,2 m/s | 13,59 m -1,2 m/s |      |
| 11  | Gizem Akgöz           | Turchia     | x +1,8 m/s       | 13,40 m -0,1 m/s | x -0,3 m/s       | 13,40 m -0,1 m/s |      |
| 12  | Adrianna Szóstak      | Polonia     | 13,22 m +0,7 m/s | x -1,4 m/s       | 13,36 m -0,8 m/s | 13,36 m -0,8 m/s |      |
| -   | Paola Borović         | Croazia     | x -0,3 m/s       | x -0,7 m/s       | x -0,7 m/s       | nm               |      |

#### Gruppo B
| Pos | Atleta               | Nazionalità   | 1ª prova         | 2ª prova         | 3ª prova         | Risultato        | Note |
| --- | -------------------- | ------------- | ---------------- | ---------------- | ---------------- | ---------------- | ---- |
| 1   | Neele Eckhardt-Noack | Germania      | 14,53 m +1,5 m/s | -                | -                | 14,53 m +1,5 m/s | Q,   |
| 2   | Naomi Metzger        | Gran Bretagna | 14,24 m +1,2 m/s | -                | -                | 14,24 m +1,2 m/s | q    |
| 3   | Kristiina Mäkelä     | Finlandia     | x +1,1 m/s       | 14,11 m -0,6 m/s | -                | 14,11 m -0,6 m/s | q    |
| 4   | Ottavia Cestonaro    | Italia        | 13,39 m +0,5 m/s | x -0,9 m/s       | 13,86 m -1,0 m/s | 13,86 m -1,0 m/s | q    |
| 5   | Spyridoula Karydi    | Grecia        | 13,49 m +0,6 m/s | 13,71 m -0,9 m/s | 13,40 m -1,4 m/s | 13,71 m -0,9 m/s | q    |
| 6   | Aina Grikšaitė       | Lituania      | x +0,5 m/s       | 13,62 m -1,4 m/s | 11,69 m -1,6 m/s | 13,62 m -1,4 m/s |      |
| 7   | Rūta Kate Lasmane    | Lettonia      | x +0,7 m/s       | 13,39 m -0,4 m/s | 13,49 m +0,5 m/s | 13,49 m +0,5 m/s |      |
| 8   | Maja Åskag           | Svezia        | x +2,4 m/s       | 13,23 m -0,5 m/s | x +1,6 m/s       | 13,23 m -0,5 m/s |      |
| 9   | Karolina Młodawska   | Polonia       | x +1,2 m/s       | 12,87 m -1,1 m/s | x +1,5 m/s       | 12,87 m -1,1 m/s |      |
| 10  | Jessie Maduka        | Germania      | 12,11 m +0,1 m/s | x +1,1 m/s       | x +0,3 m/s       | 12,11 m +0,1 m/s |      |
| -   | Tuğba Danışmaz       | Turchia       | x +1,6 m/s       | x -1,7 m/s       | x -0,1 m/s       | nm               |      |
| -   | Neja Filipič         | Slovacchia    | x +1,6 m/s       | x -0,1 m/s       | x -0,4 m/s       | nm               |      |

### Finale
La gara si è svolta il 19 agosto a partire dalle ore 20:55. 
| Pos     | Atleta                | Nazionalità   | 1ª prova         | 2ª prova         | 3ª prova         | 4ª prova         | 5ª prova         | 6ª prova         | Risultato        | Note                                                                   |
| ------- | --------------------- | ------------- | ---------------- | ---------------- | ---------------- | ---------------- | ---------------- | ---------------- | ---------------- | ---------------------------------------------------------------------- |
| Oro     | Maryna Bekh-Romanchuk | Ucraina       | 14,81 m -0,4 m/s | 14,68 m -0,6 m/s | x -3,2 m/s       | 14,80 m -2,3 m/s | 15,02 m +1,9 m/s | x -1,1 m/s       | 15,02 m +1,9 m/s | Miglior prestazione europea stagionale · Miglior prestazione personale |
| Argento | Kristiina Mäkelä      | Finlandia     | 14,01 m -1,4 m/s | 14,64 m -0,4 m/s | x +0,7 m/s       | 13,93 m +1,3 m/s | 14,34 m +0,9 m/s | x -0,4 m/s       | 14,64 m -0,4 m/s | Record nazionale                                                       |
| Bronzo  | Hanna Minenko         | Israele       | 14,20 m +0,2 m/s | x -1,6 m/s       | 14,45 m -3,2 m/s | 13,97 m +1,1 m/s | x +1,0 m/s       | x +0,1 m/s       | 14,45 m -3,2 m/s |                                                                        |
| 4       | Neele Eckhardt-Noack  | Germania      | 14,12 m +1,9 m/s | 14,39 m -0,1 m/s | x -1,1 m/s       | x -1,5 m/s       | 14,43 m -1,9 m/s | 14,40 m -1,7 m/s | 14,43 m -1,9 m/s |                                                                        |
| 5       | Patrícia Mamona       | Portogallo    | 14,26 m -0,9 m/s | 14,15 m -1,9 m/s | 14,39 m +0,1 m/s | 14,41 m -0,5 m/s | 14,15 m +1,9 m/s | 13,70 m -0,2 m/s | 14,41 m -0,5 m/s |                                                                        |
| 6       | Naomi Metzger         | Gran Bretagna | 14,33 m +1,0 m/s | x -0,5 m/s       | 13,96 m -0,7 m/s | 14,22 m +1,3 m/s | 13,77 m -0,5 m/s | 14,25 m -0,5 m/s | 14,33 m +1,0 m/s |                                                                        |
| 7       | Senni Salminen        | Finlandia     | 14,13 m -1,6 m/s | x -1,2 m/s       | x -1,9 m/s       | x +0,8 m/s       | x +0,7 m/s       | x +0,6 m/s       | 14,13 m -1,6 m/s |                                                                        |
| 8       | Elena Andreea Taloș   | Romania       | 13,49 m -0,5 m/s | 13,80 m -0,8 m/s | 14,01 m +0,4 m/s | x -0,1 m/s       | 13,83 m -1,7 m/s | 13,82 m +0,3 m/s | 14,01 m +0,4 m/s | Miglior prestazione personale stagionale                               |
| 9       | Spyridoula Karydi     | Grecia        | 13,32 m -0,8 m/s | 13,10 m +0,5 m/s | 13,54 m -2,5 m/s | -                | -                | -                | 13,54 m -2,5 m/s |                                                                        |
| 10      | Ottavia Cestonaro     | Italia        | 13,15 m -0,4 m/s | x -0,5 m/s       | 13,48 m -1,0 m/s | -                | -                | -                | 13,48 m -1,0 m/s |                                                                        |
| 11      | Aleksandra Nacheva    | Bulgaria      | x +0,4 m/s       | x -1,3 m/s       | 13,33 m -0,3 m/s | -                | -                | -                | 13,33 m -0,3 m/s |                                                                        |
| 12      | Dovilė Kilty          | Lituania      | 13,27 m +1,2 m/s | x +0,7 m/s       | 13,04 m -1,1 m/s | -                | -                | -                | 13,27 m +1,2 m/s |                                                                        |